# Barnáslila tejelőgomba
A barnáslila tejelőgomba vagy lilásodó tejelőgomba (Lactarius uvidus) a galambgombafélék családjába tartozó, Európában és Észak-Amerikában honos, keserű ízű, nem ehető gombafaj.

## Megjelenése
A barnáslila tejelőgomba kalapjának átmérője 3-8 (12) cm, alakja kezdetben domború, majd laposan kiterül, közepén bemélyedéssel. Széle néha szabálytalanul hullámos. Felszíne sima, síkos-nyálkás. Színe fiatalon halványlilás, később szürkésrózsaszín vagy szürke, esetleg halvány borvöröses szürke is; széle világosabb, néha körkörösen sávozott. Húsa merev, fehéresszürkés, ami sérülésre halványlilára változik. Vágásra, törésre bő fehér tejet ereszt, amely beszáradás közben lassan meglilul. Íze keserű, esetleg enyhén csípős; szaga nem jellegzetes vagy enyhén gyümölcsös.
Sűrűn álló lemezei a tönkhöz nőttek vagy lefutók. Színük halvány krémszínű, rózsaszínes vagy halványlilás foltokkal. Spórapora halvány krémszínű. Spórái elliptikus-széles elliptikus alakúak, felületén tompa tüskék alkotnak nem teljes hálózatot; méretük 8,5-11 x 7-8,5 µm.
Tönkje 4-10 cm magas és 1-2,5 cm vastag. Alakja hengeres, felszíne sima. Színe fehéres, néha szürkés vagy rózsaszínes árnyalattal, sérülés esetén halványan lilul.

### Hasonló fajok
Szintén liluló tejet ereszt az ibolyásodó tejelőgomba és a sárgáslila tejelőgomba (ezek bükk és gyertyán alatt teremnek), a Lactarius luridus, amely sötétebb és szélén pontozott; valamint a füzek alatt élő, világosabb Lactarius aspideus.

## Elterjedése és termőhelye
Európában és Észak-Amerika keleti részén honos. 
Savanyú talajú erdőkben található, főleg nyír és luc alatt. Nyár végétől őszig terem. 
Kellemetlen íze miatt nem ehető.    

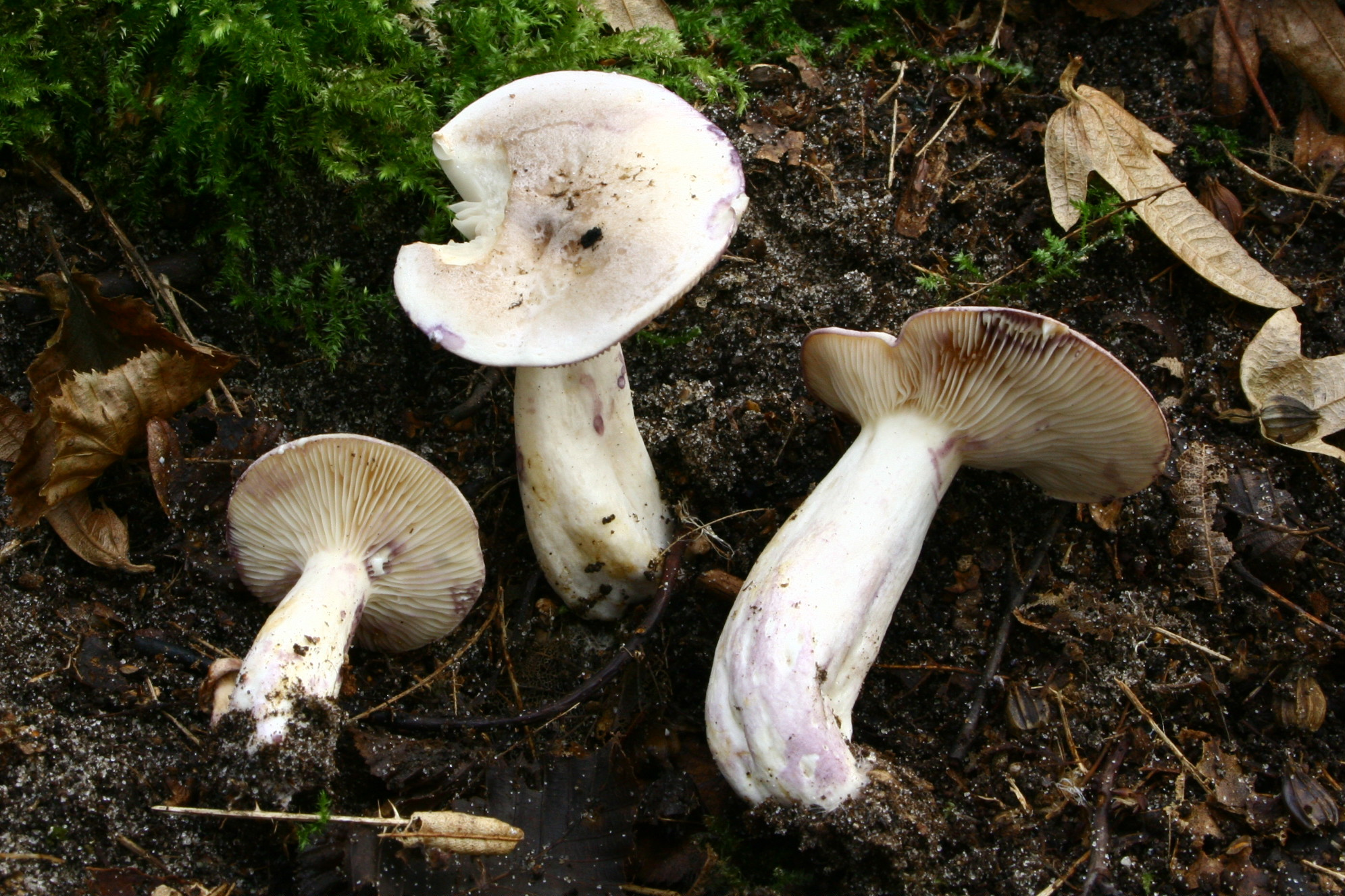
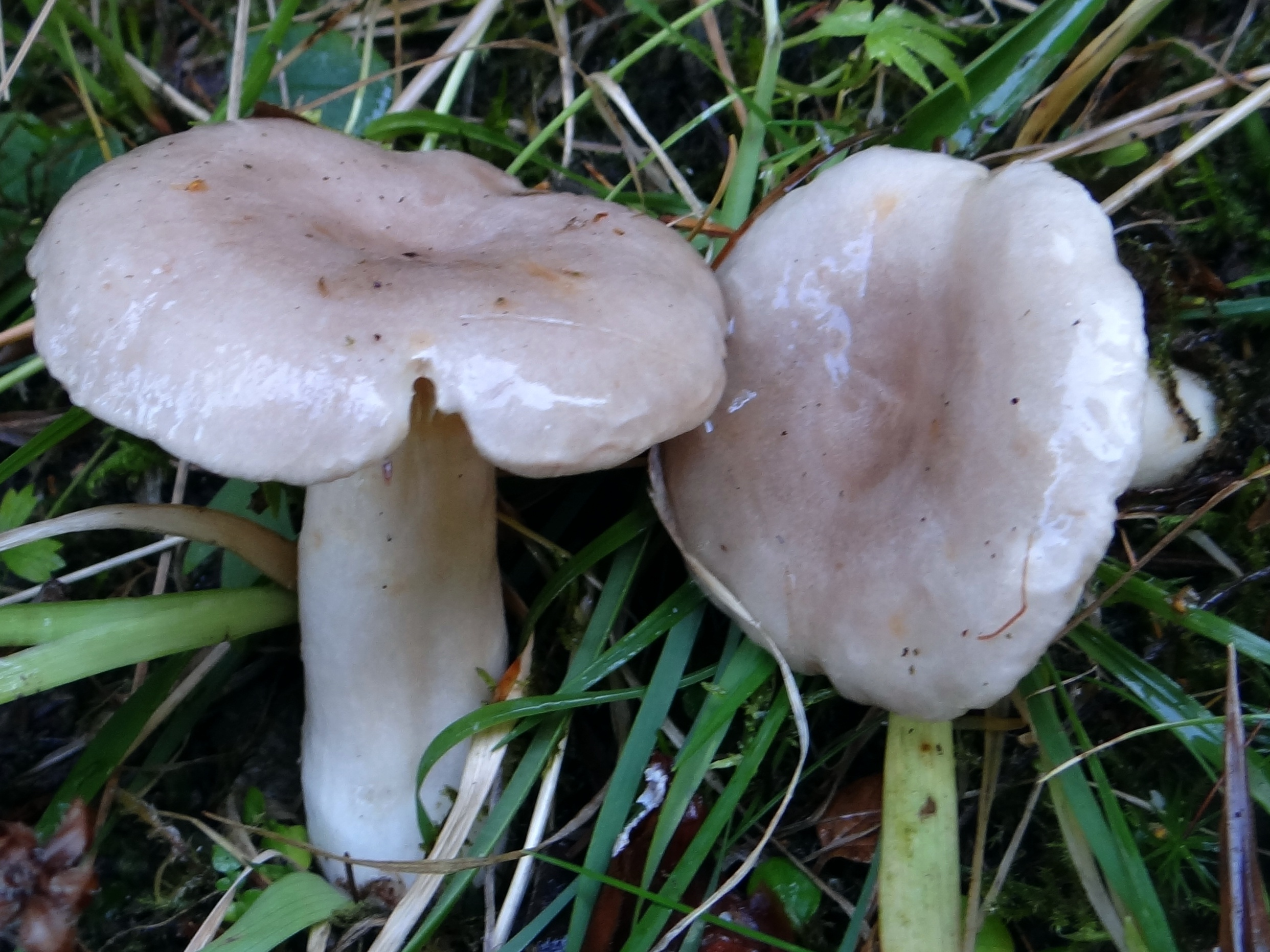
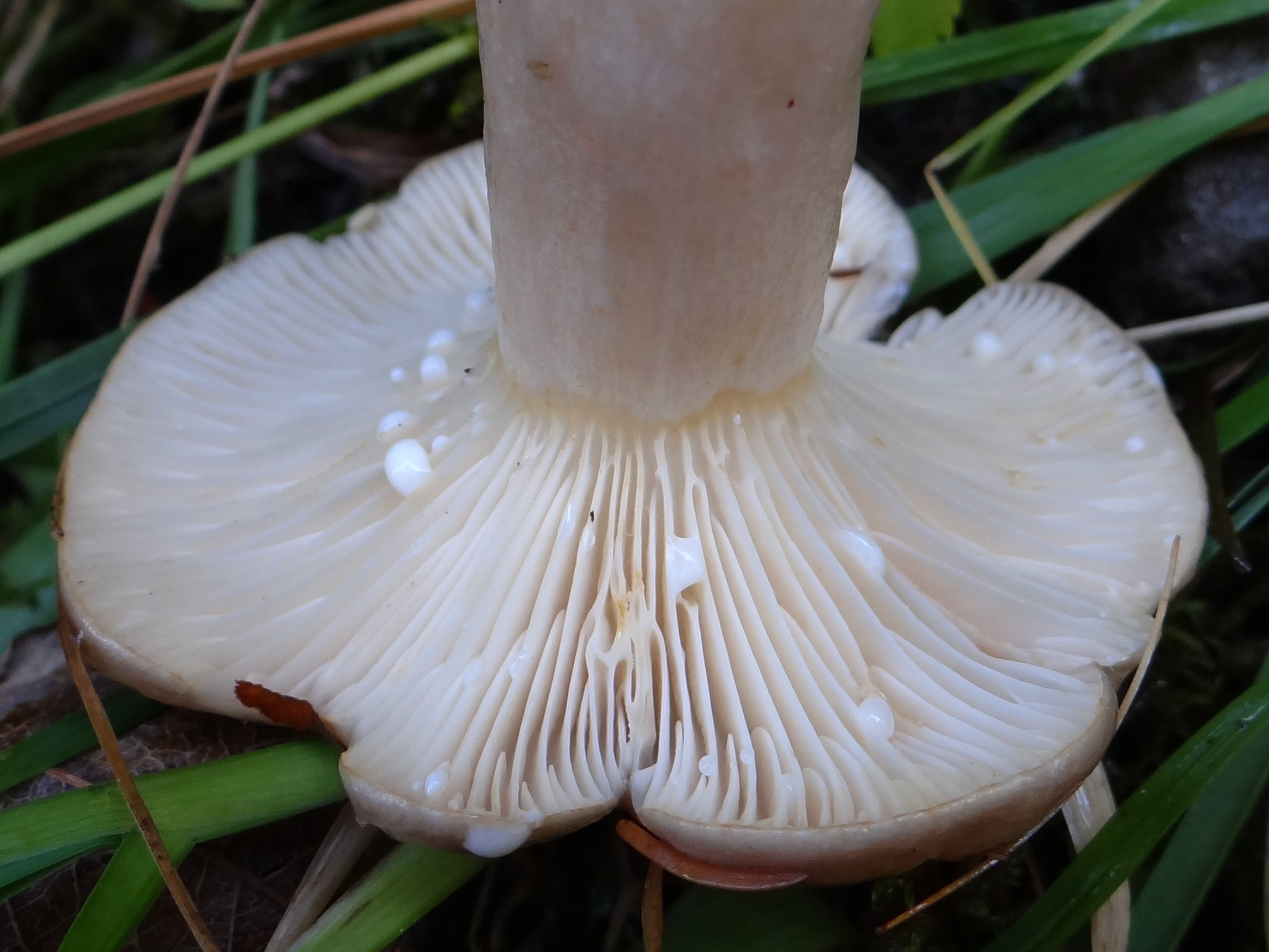
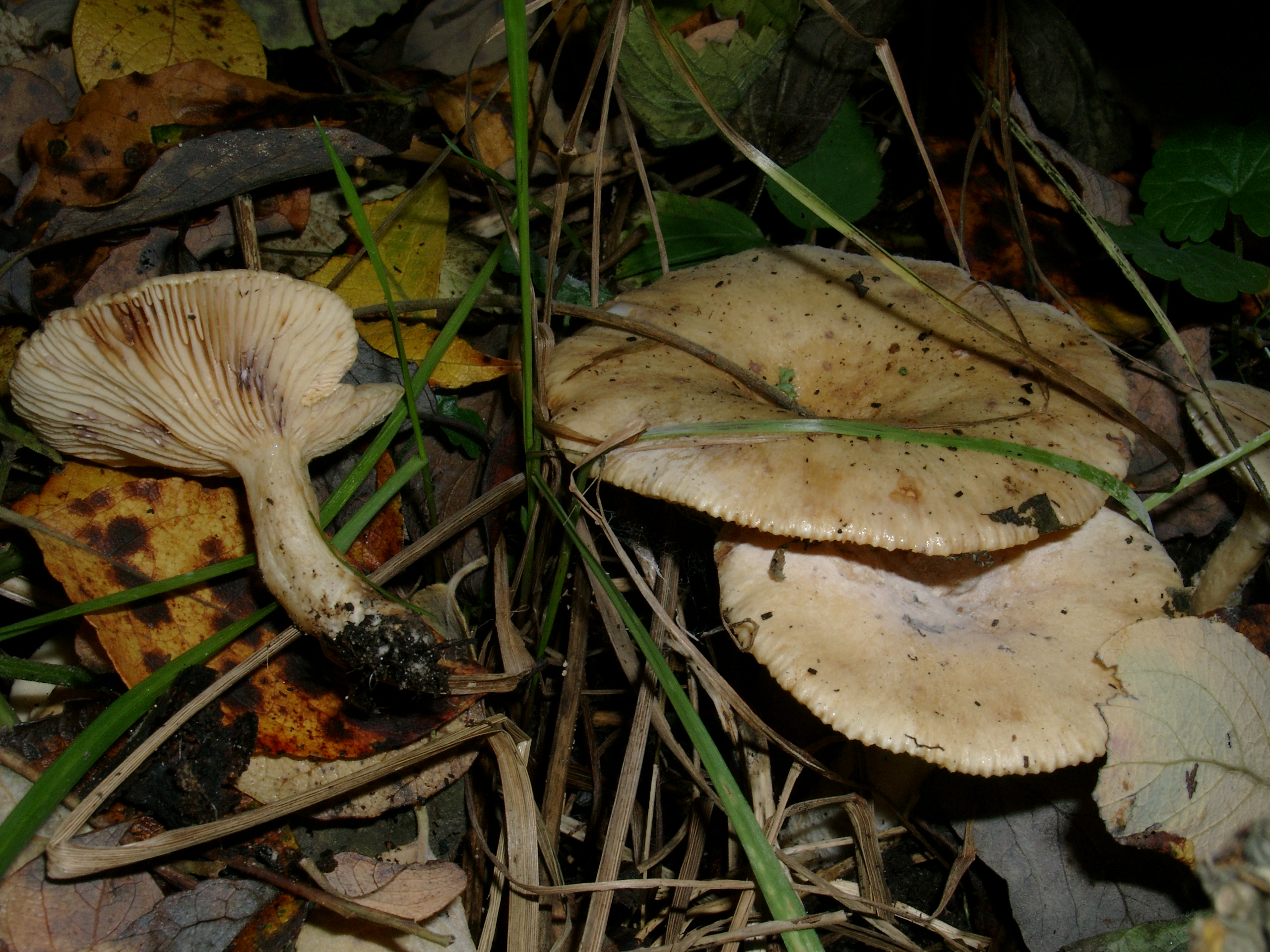
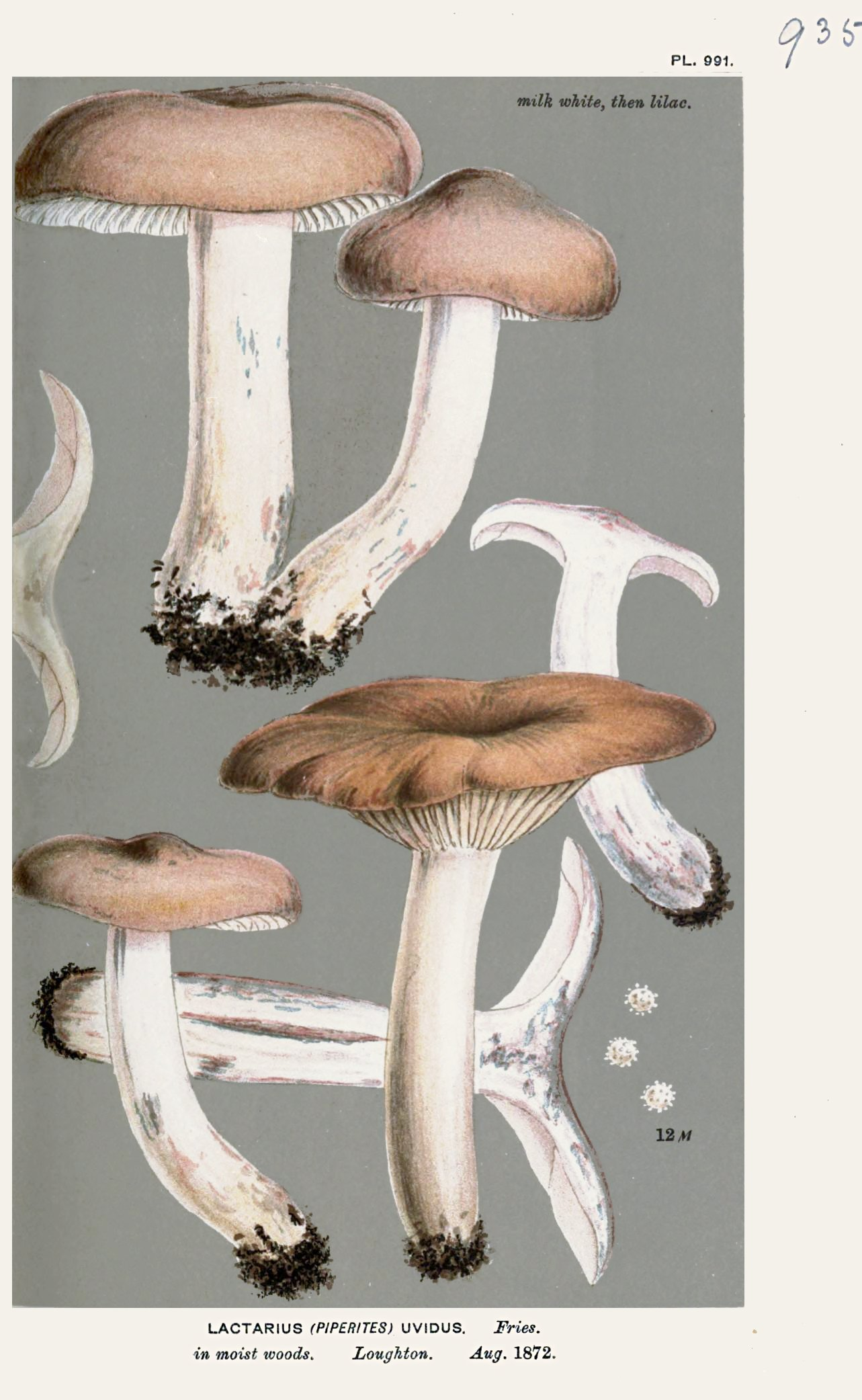
Ábrázolása egy angol gombakönyvben (1881)